# فرانك ليهي
فرانك ليهي (بالإنجليزية: Frank Leahy)‏ هو ضابط أمريكي، ولد في 27 أغسطس 1907 في أونيل في الولايات المتحدة، وتوفي في 21 يونيو 1973.

## وصلات خارجية
- فرانك ليهي على موقع الموسوعة البريطانية (الإنجليزية)
- فرانك ليهي على موقع إن إن دي بي (الإنجليزية)